# カルロ・カッターネオ

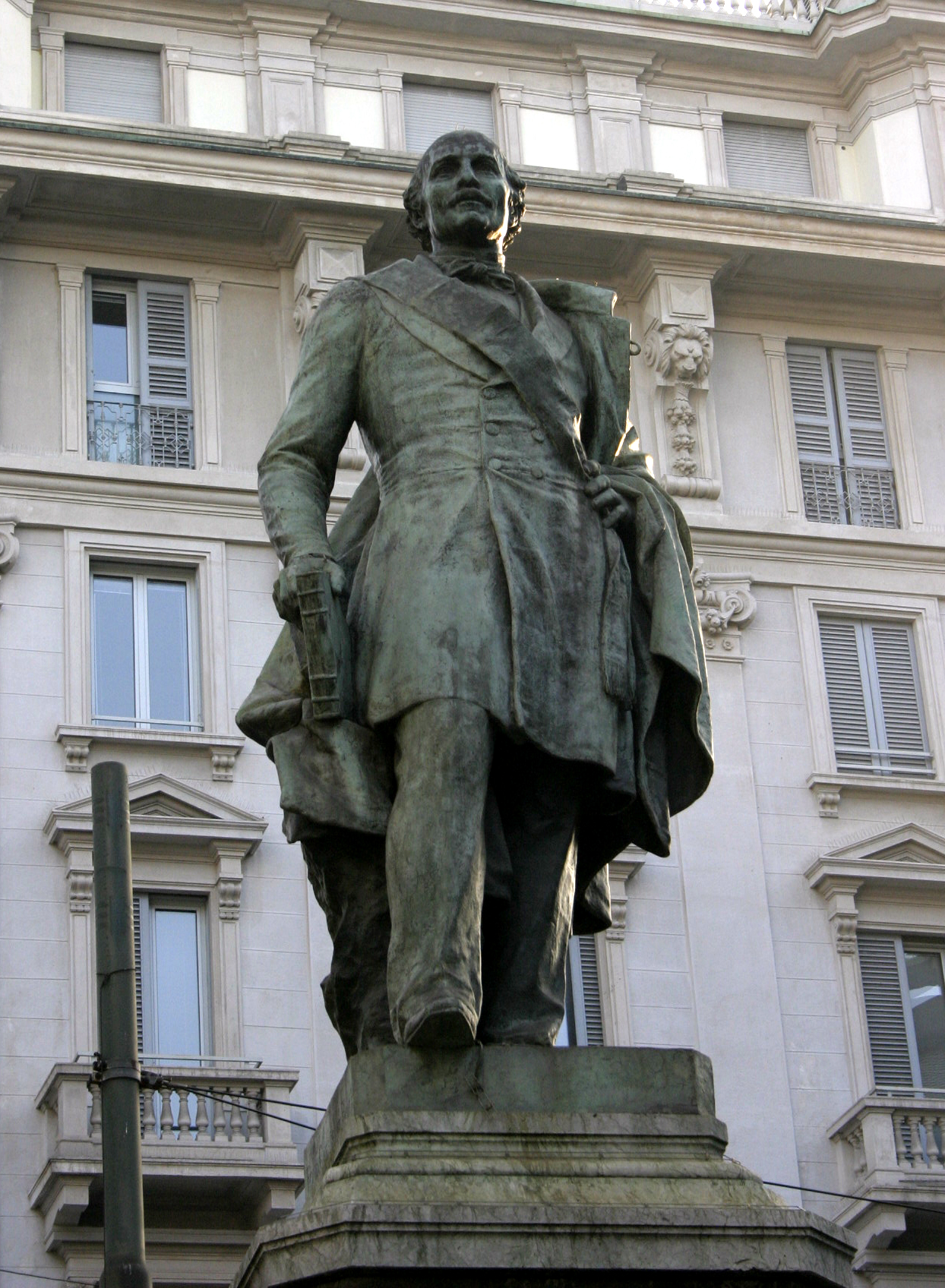
カルロ・カッターネオ

カルロ・カッターネオ（Carlo Cattaneo,  1801年6月15日 – 1869年2月6日）は、イタリアのリソルジメント期における政治家、政治学者。
様々な統一方法が議論される中で、連邦主義による地方分権的な国家の形成を主張した事で知られている。共和主義的な集権国家の形成を説いたジュゼッペ・マッツィーニやガリバルディ、及び王政による集権国家を主張したカヴールらとは対立した。

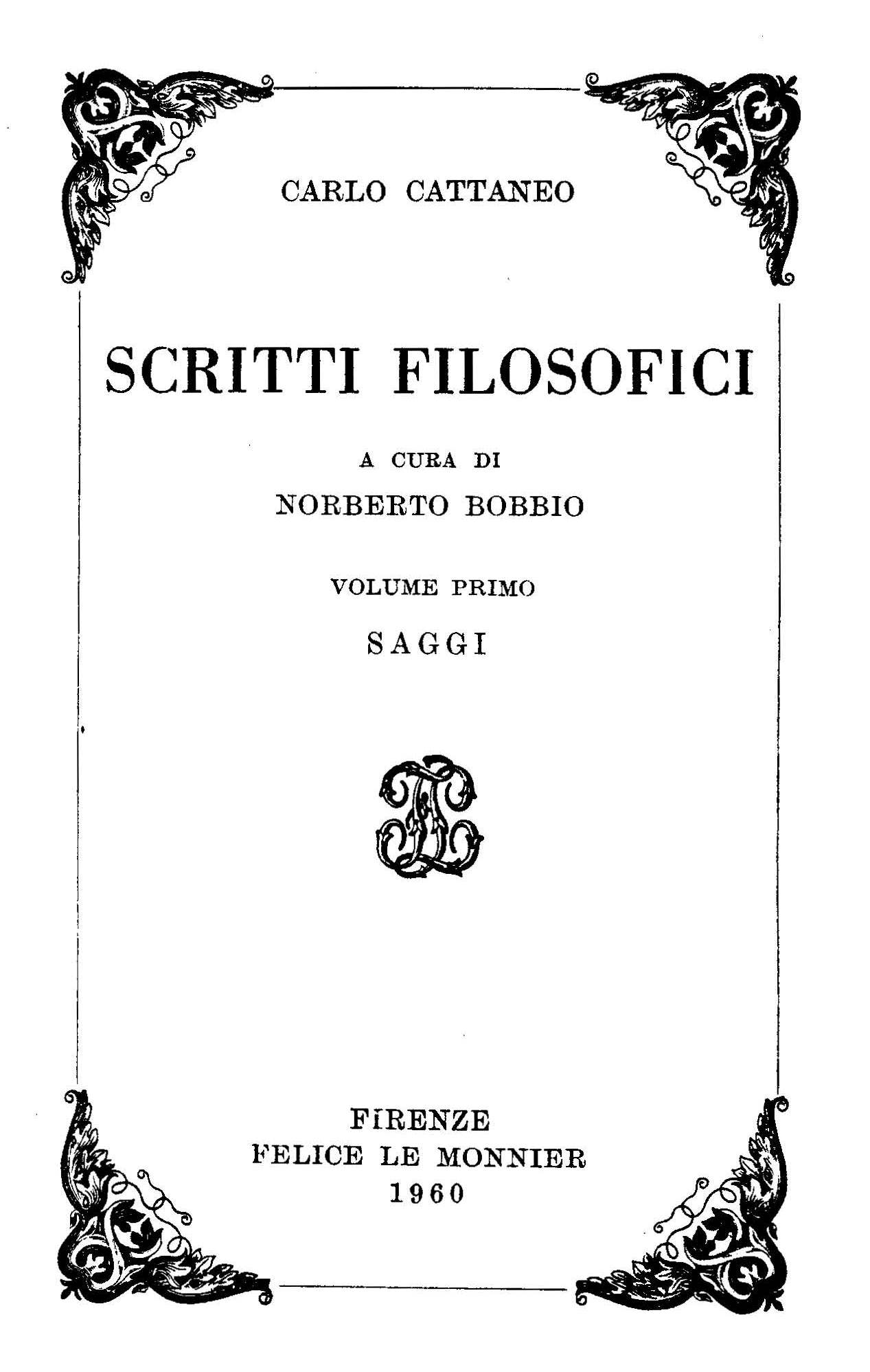
Scritti filosofici